# Malé Sundy

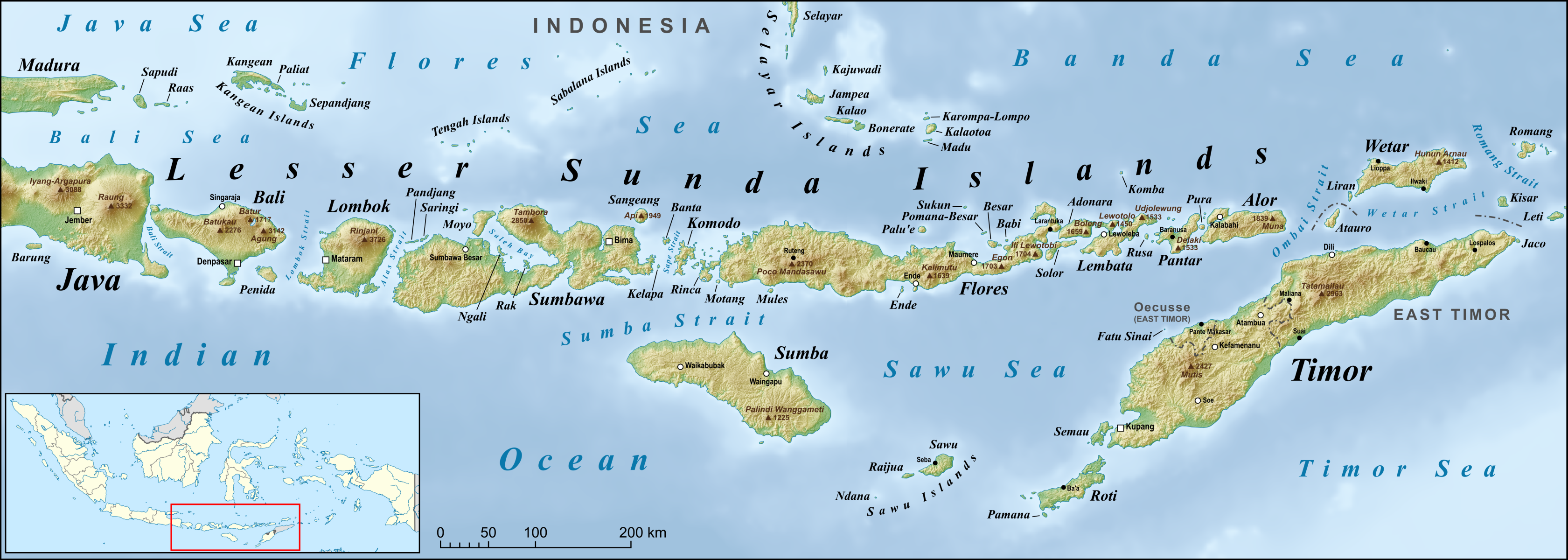
Poloha souostroví Malé Sundy

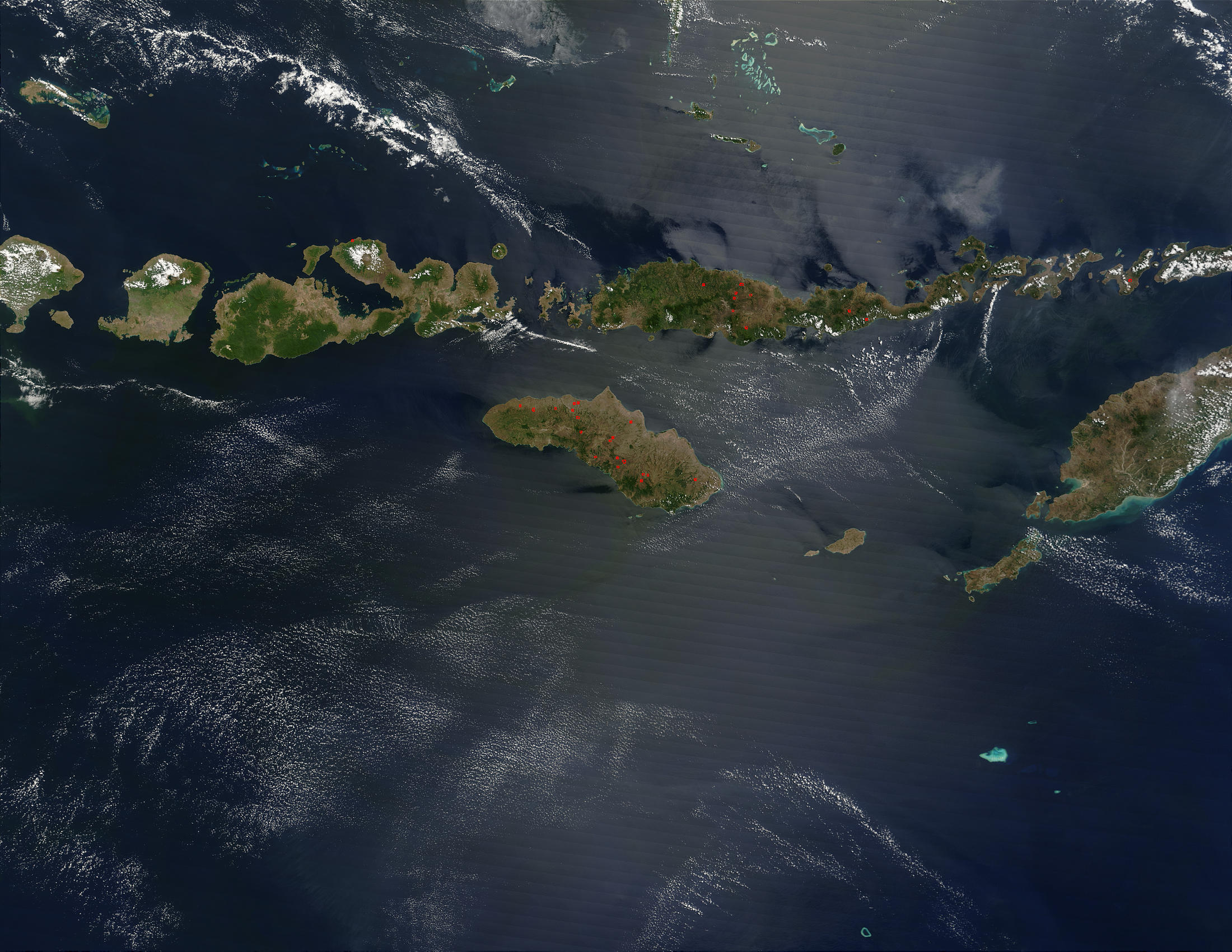
Satelitní snímek souostroví

Malé Sundy (indonésky Nusa Tenggara) je název skupiny ostrovů v jižní části Malajského souostroví na rozhraní Indického a Tichého oceánu. Administrativně patří pod správu indonéských provincií Bali, Nusa Tenggara Barat a Nusa Tenggara Timur, východní část ostrova Timor je nezávislý stát Východní Timor. Souostroví má rozlohu přibližně 73 600 km2 souše. Spolu s Velkými Sundami tvoří Sundské ostrovy.

## Seznam ostrovů
| - Adonara - Alor - Bali - Flores - Komodo - Lembata | - Lombok - Palu'e - Pantar - Rote - Solor | - Sangeang - Savu - Sumba - Sumbawa - Timor |